# لي سنغ-هو (لاعب كرة قدم)
لي سنغ-هو (هانغل: 이상호) هو لاعب كرة قدم كوري جنوبي في مركز الدفاع، ولد في 18 نوفمبر 1981 في كوريا الجنوبية. شارك مع منتخب كوريا الجنوبية لكرة القدم. أما مع النوادي، فقد لعب مع جيجو يونايتد ونادي بورت.

## وصلات خارجية
- لي سنغ-هو (لاعب كرة قدم) على موقع دوري كوريا الجنوبية (الإنجليزية)
- لي سنغ-هو (لاعب كرة قدم) على موقع قاعدة بيانات كرة القدم.إي يو (الإنجليزية)
- لي سنغ-هو (لاعب كرة قدم) على موقع ناشيونال فوتبول تيمز (الإنجليزية)
- لي سنغ-هو (لاعب كرة قدم) على موقع Soccerway.com (الإنجليزية)